# Lotta ai Giochi della XXV Olimpiade
I tornei di lotta ai Giochi della XXV Olimpiade si sono svolte dal 26 luglio al 7 agosto 1992 al Institut Nacional d'Educació Física de Catalunya di Barcellona, in Spagna. Sono stati messi in palio 20 titoli: 10 di lotta libera e 10 di lotta greco-romana, tutti maschili.

## Nazioni partecipanti
Hanno partecipato alla competizione 370 lottatori in rappresentanza di 59 comitati olimpici.
- Algeria (2)
- Argentina (1)
- Australia (2)
- Austria (2)
- Belgio (1)
- Brasile (1)
- Bulgaria (20)
- Canada (13)
- Cina (8)
- Colombia (1)
- Croazia (1)
- Cuba (15)
- Cipro (1)
- Cecoslovacchia (7)
- Rep. Dominicana (1)
- Egitto (3)
- Estonia (4)
- Finlandia (7)
- Francia (9)
- Germania (17)
- Gran Bretagna (1)
- Grecia (11)
- Guam (1)
- Guatemala (1)
- Ungheria (17)
- Partecipanti Olimpici Indipendenti (9)
- India (6)
- Iran (16)
- Israele (4)
- Italia (5)
- Giappone (16)
- Lettonia (1)
- Lituania (1)
- Messico (2)
- Mongolia (7)
- Marocco (4)
- Nuova Zelanda (2)
- Nicaragua (1)
- Nigeria (5)
- Corea del Nord (4)
- Norvegia (2)
- Pakistan (1)
- Panama (2)
- Polonia (13)
- Portogallo (1)
- Porto Rico (4)
- Romania (11)
- Senegal (3)
- Sudafrica (3)
- Corea del Sud (16)
- Spagna (10)
- Svezia (8)
- Svizzera (4)
- Siria (3)
- Tunisia (3)
- Turchia (15)
- Squadra Unificata (20)
- Stati Uniti (20)
- Venezuela (1)

## Podi

### Uomini
| Evento             | Oro                                     | Argento                                | Bronzo                                 |
| Lotta libera       |                                         |                                        |                                        |
| 48 kg (dettagli)   | Kim Il Corea del Nord                   | Kim Jong-shin Corea del Sud            | Vugar Orujov Squadra Unificata         |
| 52 kg (dettagli)   | Ri Hak-son Corea del Nord               | Zeke Jones Stati Uniti                 | Valentin Yordanov Bulgaria             |
| 57 kg (dettagli)   | Alejandro Puerto Cuba                   | Sergey Smal Squadra Unificata          | Kim Yong-sik Corea del Nord            |
| 62 kg (dettagli)   | John Smith Stati Uniti                  | Askari Mohammadian Iran                | Lázaro Reinoso Cuba                    |
| 68 kg (dettagli)   | Arsen Fadzaev Squadra Unificata         | Valentin Getsov Bulgaria               | Kosei Akaishi Giappone                 |
| 74 kg (dettagli)   | Park Jang-soon Corea del Sud            | Kenny Monday Stati Uniti               | Amir Reza Khadem Iran                  |
| 82 kg (dettagli)   | Kevin Jackson Stati Uniti               | Elmadi Zhabrailov Squadra Unificata    | Rasoul Khadem Iran                     |
| 90 kg (dettagli)   | Makharbek Khadartsev Squadra Unificata  | Kenan Şimşek Turchia                   | Chris Campbell Stati Uniti             |
| 100 kg (dettagli)  | Leri Khabelov Squadra Unificata         | Heiko Balz Germania                    | Ali Kayalı Turchia                     |
| 130 kg (dettagli)  | Bruce Baumgartner Stati Uniti           | Jeff Thue Canada                       | David Gobejishvili Squadra Unificata   |
| Lotta greco-romana |                                         |                                        |                                        |
| 48 kg (dettagli)   | Oleh Kučerenko Squadra Unificata        | Vincenzo Maenza Italia                 | Wilber Sánchez Cuba                    |
| 52 kg (dettagli)   | Jon Rønningen Norvegia                  | Alfred Ter-Mkrtchyan Squadra Unificata | Min Kyung-gab Corea del Sud            |
| 57 kg (dettagli)   | An Han-bong Corea del Sud               | Rıfat Yıldız Germania                  | Sheng Zetian Cina                      |
| 62 kg (dettagli)   | Mehmet Akif Pirim Turchia               | Sergey Martynov Squadra Unificata      | Juan Marén Cuba                        |
| 68 kg (dettagli)   | Attila Repka Ungheria                   | Islam Dugushiev Squadra Unificata      | Rodney Smith Stati Uniti               |
| 74 kg (dettagli)   | Mnatsakan Iskandaryan Squadra Unificata | Józef Tracz Polonia                    | Torbjörn Kornbakk Svezia               |
| 82 kg (dettagli)   | Péter Farkas Ungheria                   | Piotr Stępień Polonia                  | Daulet Turlykhanov Squadra Unificata   |
| 90 kg (dettagli)   | Maik Bullmann Germania                  | Hakkı Başar Turchia                    | Gogi Koguashvili Squadra Unificata     |
| 100 kg (dettagli)  | Héctor Milián Cuba                      | Dennis Koslowski Stati Uniti           | Sergey Demyashkevich Squadra Unificata |
| 130 kg (dettagli)  | Aleksandr Karelin Squadra Unificata     | Tomas Johansson Svezia                 | Ioan Grigoraș Romania                  |

## Medagliere
| Pos.   | Paese             | Oro | Argento | Bronzo | Totale |
| ------ | ----------------- | --- | ------- | ------ | ------ |
| 1      | Squadra Unificata | 6   | 5       | 5      | 16     |
| 2      | Stati Uniti       | 3   | 3       | 2      | 8      |
| 3      | Corea del Sud     | 2   | 1       | 1      | 4      |
| 4      | Cuba              | 2   | 0       | 3      | 5      |
| 5      | Corea del Nord    | 2   | 0       | 1      | 3      |
| 6      | Ungheria          | 2   | 0       | 0      | 2      |
| 7      | Turchia           | 1   | 2       | 1      | 4      |
| 8      | Germania          | 1   | 2       | 0      | 3      |
| 9      | Norvegia          | 1   | 0       | 0      | 1      |
| 10     | Polonia           | 0   | 2       | 0      | 2      |
| 11     | Iran              | 0   | 1       | 2      | 3      |
| 12     | Svezia            | 0   | 1       | 1      | 2      |
| 12     | Bulgaria          | 0   | 1       | 1      | 2      |
| 14     | Canada            | 0   | 1       | 0      | 1      |
| 14     | Italia            | 0   | 1       | 0      | 1      |
| 16     | Cina              | 0   | 0       | 1      | 1      |
| 16     | Giappone          | 0   | 0       | 1      | 1      |
| 16     | Romania           | 0   | 0       | 1      | 1      |
| Totale | Totale            | 20  | 20      | 20     | 60     |